# Cargolet dorsibarrat
El cargolet dorsibarrat (Campylorhynchus zonatus) és una espècie d'ocell de la família dels troglodítids (Troglodytidae) que habita boscos i terres de conreu de l'est de Mèxic, Amèrica central, nord de Colòmbia i nord-oest de l'Equador.